# کاخ سلطنتی بروکسل
قصر سلطنتی بلژیک (هلندی: Koninklijk Paleis van Brussel , فرانسوی: Palais Royal de Bruxelles‎, آلمانی: Königlicher Palast von Brüssel) محل رسمی زندگی پادشاه و ملکه بلژیک است. البته پادشاه و خانواده اش در این کاخ زندگی می کنند و در کاخ لیکن در حومه بروکسل زندگی می کنند.

## نگارخانه

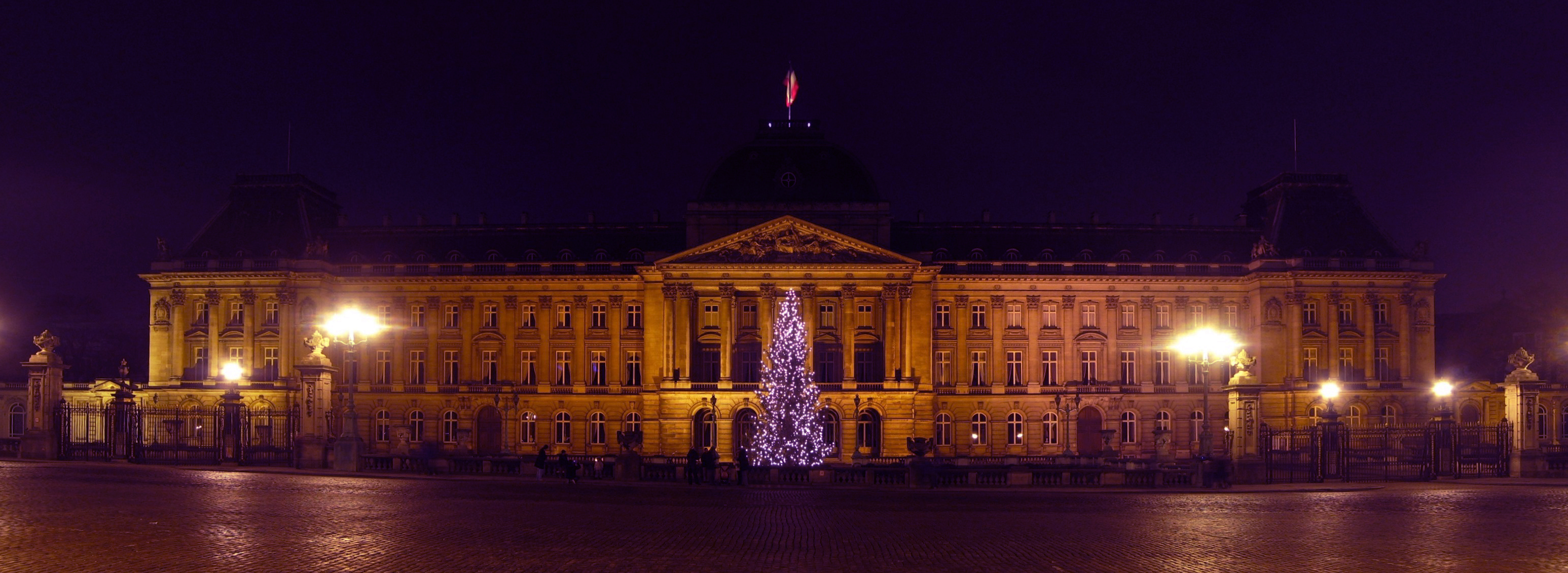
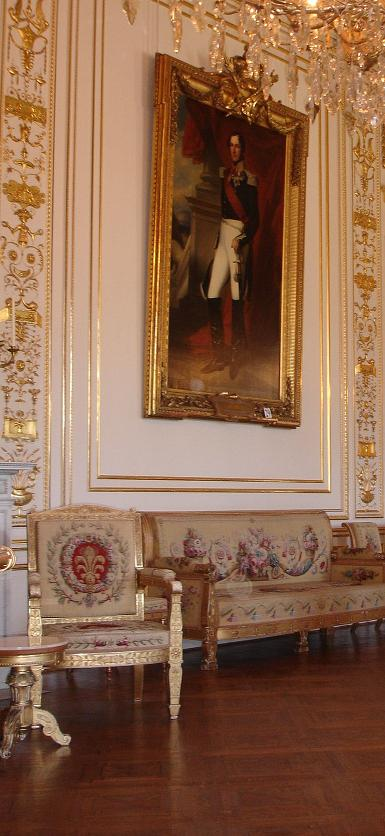
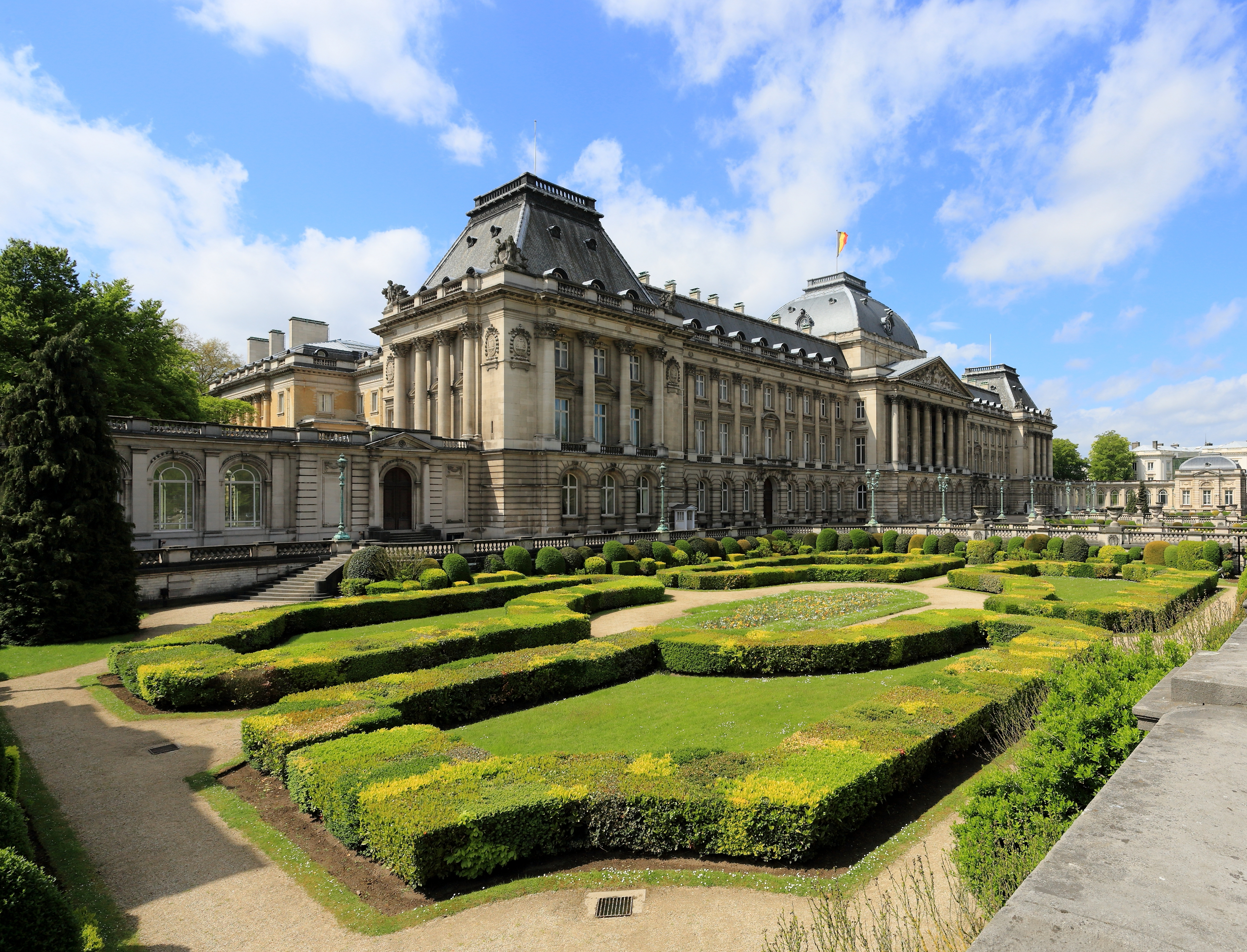
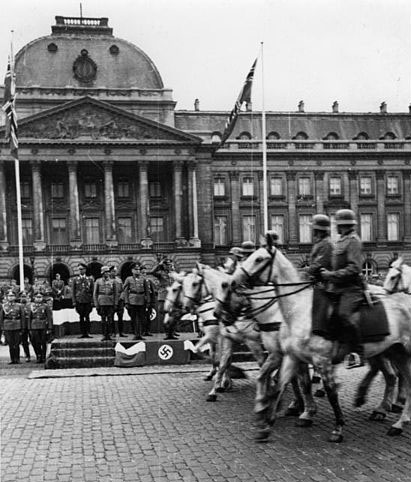